# HD 164595
HD 164595是位於武仙座的一顆G型主序星，距離地球28.927秒差距（〜94.302光年），視星等7.075，使用雙筒望遠鏡或小口徑的天文望遠鏡，參考星圖就可以在武仙座中山增一（武仙座ξ）旁邊找到它。

## 行星
HD 164595有一顆行星：HD 164595 b，但是可能還有其他類地行星。 HD 164595 b是已經被天文學家確認的系外行星，每40天繞行HD 164595一次，質量相當於16個地球。

## 與太陽比較
下列表格列出太陽與HD 164595的特徵：
| 名稱      | J2000位置     | J2000位置    | 距離 (光年) | 恆星分類 | 表面溫度 (K) | 金屬量 (dex) | 年齡 (億年) | 註釋  |
| 名稱      | 赤經          | 赤緯         | 距離 (光年) | 恆星分類 | 表面溫度 (K) | 金屬量 (dex) | 年齡 (億年) | 註釋  |
| --------- | ------------- | ------------ | ----------- | -------- | ------------ | ------------ | ----------- | ----- |
| 太陽      | —             | —            | 0.00        | G2V      | 5,778        | +0.00        | 46          | [ 4 ] |
| HD 164595 | 18h 00m 38.9s | +29° 34′ 19″ | 94.302      | G2V      | 5,790        | −0.06        | 45          | [ 5 ] |

這是一顆類太陽恆星，恆星光譜類型為G2V。它的表面溫度為5,790K，相較於太陽的5,778K，兩者極為相近。它的金屬量为-0.06，比太陽（0.00）稍低；它的年齡約45億年，略微比太阳（46億年）年轻一些。一些科學家已將它列為太陽2.0。真正的孿生太陽將會是G2V、5,778K、46億年的年齡、0.1%的光度變化。年齡在46億年的恆星是最穩定的狀態，適當的金屬量和大小和低亮度的變化也都很重要的。

摩根-基南恆星光譜分類。宇宙中最常見的恆星為M型星，約佔76％。太陽是46億年的G型（G2V）星，比宇宙95％的恆星更大。宇宙中只有7.6％是G型星

## SETI候選和信號報告
在2015年5月15日，一個短暫、單一的11GHz（波長2.7釐米）的電波訊號被拉坦-600電波天文台，包括克勞迪奧·梅肯在內的一組科學家觀測到來自HD 164595的方向。這訊號可能是來自地面的電波頻率干擾，或是經由重力透鏡來自更遙遠之處。它只被單獨一個團隊，只在單獨一架望遠鏡觀測到一次（歷時2秒鐘），只符合里約等級的1（無意義）或2（低）。發現的團隊建議要持久的監測，但是在已經進行的39次觀測，仍然只有這唯一的一次。
這次的觀測定於2016年9月27日在一次科學會議中提出簡報，但Paul Gilster於8月27日它的部落格，半人馬座星夢，提早披漏了這個訊息，過早引起公眾的注意。從2016年8月29日起，媒體的討論引發這個信號可能來自第二型文明的各向同性燈塔的猜測。SETI和METI正在使用艾倫望遠鏡陣和Boquete Optical SETI做後續的努力。
SETI協會的資深天文學家賽斯·肖斯塔克告訴GeekWire網站說："你真正想要的是另一架望遠鏡的確認，但......這是真的嗎？ 信號可能是真實的，但我懷疑那不是外星人的。這有可能是一個寬頻信號或其他的可能性，它們來自自天然的來源（或甚至地面的干擾）造成。德克薩斯州農工大學的天文學家尼可拉斯·桑澤夫告訴Ars Technica，信號是軍用頻道的，可能是一顆衛星訊號的下傳，暗示這可能是個需要保密的系統，因此對SETI的科學家而言，都是未知的。
加州大學柏克萊分校SETI研究中心的科學家使用綠堤望遠鏡觀察HD 164595，只是突破聽計畫的一部分。沒有在拉坦-600報告的位置檢測到暫態頻率的信號。